# Liste der denkmalgeschützten Objekte in Allerheiligen im Mühlkreis
Die Liste der denkmalgeschützten Objekte in Allerheiligen im Mühlkreis enthält ein denkmalgeschütztes, unbewegliches Objekt in Allerheiligen im Mühlkreis.

## Denkmäler
| Foto |                 | Denkmal | Standort                                                      | Beschreibung | Metadaten |
| ---- | --------------- | --- | ------------------------------------------------------------- | --- | --- |
| ja   | Datei hochladen | Kath. Pfarrkirche, Wallfahrtskirche Unsere liebe Frau Königin aller Heiligen HERIS-ID: 22877 Objekt-ID: 19224 | Allerheiligen im Mühlkreis 2a, bei Standort KG: Allerheiligen | Die Wallfahrtskirche wurde 1454 erstmals urkundlich erwähnt und 1823 als Pfarrkirche bestimmt. Beachtenswert ist auch die Orgel aus dem 17. Jahrhundert. Auf den Westturm führt eine spindellose, freischwebende Wendeltreppe. Die Kirche wurde zuletzt 1972 und 1985 gründlich saniert. | BDA-Hist.: Q1356904 Status: § 2a Stand der BDA-Liste: 2025-06-30 Name: Kath. Pfarrkirche, Wallfahrtskirche Unsere liebe Frau Königin aller Heiligen GstNr.: .15 Parish church in Allerheiligen im Mühlkreis |